# Санта-Мария делла Консолационе (Рим)
Санта-Мария делла Консолационе аль Форо Романо (итал. Chiesa di Santa Maria della Consolazione al Foro Romano — Церковь Святой Марии Утешения у Римского форума) — церковь в Риме. Расположена в Х районе Рима: Кампителло, южнее Капитолия, у подножия Тарпейской скалы, непосредственно возле Римского форума на одноимённой площади (Piazza della Consolazione). Принадлежит Ордену младших братьев капуцинов. Построена в стиле барокко в 1585—1600 годах по проекту архитектора Мартино Лонги Старшего. Известна своими фресками.

## История строительства
О происхождении этой церкви и её названия итальянский историк и археолог XIX века Мариано Армеллини сообщал следующее: «На древней дороге, где ранее располагались зернохранилища римского патриция Маттеи, в портике находился образ Пресвятой Девы, к которому пришла благочестивая мать, чей невинный сын был заточён и приговорен к смерти за злые дела. Дева Мария, утешая её, сказала, что её сын не умрёт, а чудесным образом спасётся от виселицы. После этого верующие часто приносили дары этому образу, и забота о нём была отдана братству Санта-Мария-ин-Портико. Рядом с теми зернохранилищами был и небольшой приют, возле которого позднее была построена церковь Девы Утешения (Vergine della Consolazione). Эти события произошли незадолго до 1460 года».
Таким образом, церковь, построенная во второй половине XV века и освящённая 3 ноября 1470 года при папе Павле II, получила название «утешительной» (della consolazione) — для утешения приговорённых к смерти, чьи приговоры приводились в исполнение до 1550 года на соседней, печально известной «Тарпейской скале» (Rupe Tarpeа), с которой осуждённых сбрасывали вниз.
Церковь внутри была украшена фресками Антониаццо Романо. Рядом с 1475 году располагался приют (ospedale), вверенный мирскому братству Санта-Мария-делле-Грацие (Святой Марии Милующей). Он состоял из членов самых благородных семей римского патрициата и не зависел от какого-либо религиозного ордена. Со временем к братству присоединились и некоторые торговые гильдии.
Первоначальная церковь была перестроена между 1585 и 1600 годами по проекту Мартино Лонги Старшего, который включил некоторые части старой церкви в новую структуру; однако верхняя часть фасада была закончена только в 1827 году архитектором Паскуале Белли. В 1897 году братство прекратило свою деятельность, а комплекс, частично сокращённый при раскопках Римского форума, был передан в 1948 году ордену младших монахов-капуцинов (dei frati minori cappuccini).

## Архитектура
Главный фасад храма предваряет широкая лестница, построенная в 1943 году в связи с понижением уровня площади после археологических раскопок. Фасад, сложенный из травертиновых блоков, делится по высоте на два яруса: нижний, разделённый широкими пилястрами коринфского ордера на пять секций с тремя порталами — центральным и двумя малыми, боковыми; верхний ярус, завершённый в 1827 году Паскуале Белли, имеет невысокий аттик, на котором имеются статуи четырёх ветхозаветных пророков: Исайи, Захарии, Иезекииля и Иеремии. Центральная часть верхнего яруса увенчана треугольным фронтоном. Симметрия главного фасада и трёхнефная структура зального типа с нефами равной высоты соотносит это здание с композиционным типом базилик «стиля контрреформации»: каноном римских церквей барокко, утверждённым Тридентским собором.
Задний фасад, обращенный к Римскому форуму, характеризуется полукруглой апсидой с двумя рядами окон, в центре которой находится эдикула Мадонны делле Грацие (итал. Santa Maria delle Grazie — Святой Марии Милующей) с изображением, написанным Никколо Берреттони в 1658 году. Над тимпаном треугольного фронтона высятся две колокольни, одна из которых имеет циферблат часов.

## Интерьер
Три нефа перекрыты цилиндрическими сводами и разделенными двумя рядами арочных пролётов (по пять с каждой стороны), опирающимися на массивные квадратные пилоны. Вдоль проходов расположены боковые капеллы: в первой слева на алтаре имеется мраморный рельеф работы Раффаэлло да Монтелупо (1530), изображающий «Мистическое обручение Святой Екатерины Александрийской»; в следующей капелле — картина анонимного мастера XVIII века «Стигматизация Святого Франциска», в третьей — картины Франческо Наппи (1575), изображающие «Вознесение Мадонны» (Ассунта) (на алтаре), «Рождество Христа» (правая стена), «Поклонение волхвов» (левая стена) и сцены из жизни Девы Марии; в четвёртой капелле — фреска Марцио Ганассини «Истории святого Андрея» (на своде) и статуя Иисуса Назарянина; пятая капелла украшена фресками Антонио Чирчиньяни с изображениями «Введения Иисуса во храм» и «Брака в Кане Галилейской» (справа), «Избиения младенцев» и «Воскрешения Лазаря». «Мадонна с Младенцем и со святым Иоанном Крестителем» на алтаре — картина неизвестного художника XVII века.
Первая капелла справа, принадлежащая семье Маттеи, украшена фресками Таддео Цуккаро (1556) с изображениями «Распятия между двумя пророками и сивиллами» (алтарная стена), «Бичевания Христа» (правая стена), «Ecce Homo» (левая стена), сценами из Страстей и образами евангелистов (на своде); во второй капелле — «Мадонна с Младенцем», «Святой Иосиф, ангелы и донатор» работы Ливио Агрести (1575), в третьей — картины Джованни Бальоне «Поклонение волхвов» (алтарь), «Поклонение пастухов» (правая стена), «Представление Девы Марии в храме» (левая стена) и «Истории из жизни Мадонны» (свод); четвёртая капелла справа имеет проход в сакристию, в которой находится мраморный рельеф Луиджи Каппони с Распятием (около 1490 г.) и фреска Антониаццо Романо, изображающая Христа в гробнице. Ещё две малые капеллы расположены по сторонам апсиды: в конце правого прохода находится капелла Мадонны делле Грацие с иконой XIII века на алтаре.
В апсиде находятся картины Кристофоро Ронкалли «Рождество Девы Марии» (справа) и «Вознесение Мадонны» (слева). На левом хоре находится трубный орган, построенный в 1646 году, размещённый в новом позолоченном деревянном корпусе. В центре апсиды находится главный алтарь, спроектированный Джакомо делла Порта в стиле барокко и завершённый Мартино Лонги Старшим, в киоте которого находится образ Мадонны с Младенцем, заказанный в 1385 году Джорданелло дельи Альберини для утешения осуждённых (Santa Maria della Consolazione), отреставрированный Антониаццо Романо между 1465 и 1470 годами.
Справа от главного алтаря установлена особо почитаемая в церкви икона Умиления (греч. Ελεούσα — Милующая) — «список» византийской иконы Богоматери Владимирской.
- Главный фасад (слева виднеется Тарпейская скала)
- Апсида церкви
- Главный неф
- Главный алтарь
- Икона Девы Марии Утешения (Santa Maria della Consolazione). 1385. Главный алтарь
- Л. Каппони. Распятие. Ок. 1490. Мрамор. Сакристия церкви
- Капелла Мадонны делле Грацие (Мадонны Милующей) с иконой XIII века